# Content Based Image Retrieval
Unter Content Based Image Retrieval (CBIR) versteht man eine inhaltsbasierte Bildersuche. Alternative Bezeichnungen sind query by image content (QBIC) und content-based visual information retrieval (CBVIR). Dabei handelt es sich um ein Spezialgebiet der Bildverarbeitung und des Wiederauffindens von Information (Information Retrieval) in großen Datenbanken.
„Inhaltsbasiert“ (content based) bedeutet dabei eine Analyse des aktuellen Inhaltes eines Bildes, also der Farben, Umrisse, Oberflächen (Texturen) oder anderer Informationen (sogenannte Merkmalsvektoren), die über eine automatische Bildverarbeitung ermittelt werden können.
Die Aufgabe der Bildersuche ist es, eine Liste vorhandener Bilder so zu sortieren, dass die gesuchten Bilder (etwa anhand eines Referenzbildes) möglichst weit vorne stehen. Bilder werden anhand ihrer Ähnlichkeit zum Referenzbild sortiert, die sich durch eine Distanzfunktion und die Merkmalsvektoren der Bilder bestimmt. Ein Qualitätsmaß beurteilt die Sortierung, die maßgeblich von der Wahl der Merkmalsvektoren und des Ähnlichkeitsmaßes abhängt.
Im Gegensatz zur inhaltsbasierten Suche steht die „schlagwortbasierte“ oder „textbasierte“ Bildersuche, bei der eine Beschreibung des Bildes erfolgt (bspw. welche Personen sichtbar sind, welcher Gegenstand abgebildet ist oder die Koordinaten der Bilder).
Die inhaltsbasierte Bildersuche wird angewandt für Bilderdatenbanken, im Bereich der medizinischen Bildverarbeitung und bei der Suche nach Plagiaten (Near Duplicate Detection).
Im Bereich der Websuchmaschine, wird je nach Anbieter auch von „reverser Bildersuche“ (reverse image search) oder einer „visuellen Suchmaschine“ (visual search engine) gesprochen.